# Liste des sites Natura 2000 de la Sarthe
Cet article recense les sites Natura 2000 de la Sarthe, en France.

## Statistiques
En 2023, la Sarthe compte 12 sites classés Natura 2000. Tous bénéficient d'un classement comme site d'importance communautaire (SIC), aucun comme zone de protection spéciale (ZPS). Il couvrent au total 382 km2, 6% de la superficie du département.

## Liste
Le tableau suivant recense les sites Natura 2000 du département.
| Site                                                                         | Communes | Superficie (ha) | Notes                                                                                                 | Fiche     | Coordonnées                        | Photo |
| ---------------------------------------------------------------------------- | --- | --------------- | --- | --------- | ---------------------------------- | ----- |
| Alpes mancelles                                                              | Moulins-le-Carbonnel, Saint-Léonard-des-Bois | 1 197           | Le site s'étend également sur la Mayenne et l'Orne. La partie sarthoise est également un site classé. | FR5200646 | 48° 21′ 47″ nord, 0° 04′ 34″ ouest |       |
| Bocage à osmoderma eremita au nord de la forêt de Perseigne                  | Aillières-Beauvoir, Les Aulneaux, Blèves, Contilly, Louzes, Villeneuve-en-Perseigne | 5 815           | | FR5202004 | 48° 27′ 25″ nord, 0° 16′ 12″ est   |       |
| Bocage à osmoderma eremita entre Sillé-le-Guillaume et la Grande-Charnie     | Chemiré-en-Charnie, Crissé, Épineu-le-Chevreuil, Le Grez, Joué-en-Charnie, Neuvillette-en-Charnie, Parennes, Rouessé-Vassé, Rouez, Ruillé-en-Champagne, Saint-Denis-d'Orques, Saint-Rémy-de-Sillé, Saint-Symphorien, Sillé-le-Guillaume, Tennie      | 13 440          | | FR5202003 | 48° 06′ 40″ nord, 0° 09′ 29″ ouest |       |
| Carrières souterraines de la Volonnière                                      | Loir en Vallée | 0,2             | | FR5200651 | 47° 45′ 36″ nord, 0° 39′ 07″ est   |       |
| Carrières souterraines de Vouvray-sur-Huisne                                 | Sceaux-sur-Huisne, Vouvray-sur-Huisne | 0,02            | | FR5200652 | 48° 05′ 20″ nord, 0° 33′ 14″ est   |       |
| Châtaigneraies à osmoderma eremita au sud du Mans                            | Aubigné-Racan, Écommoy, Lavernat, Marigné-Laillé, Mayet, Pontvallain, Vaas, Verneil-le-Chétif | 4 723           | | FR5202005 | 47° 44′ 17″ nord, 0° 18′ 00″ est   |       |
| Forêt de Sillé                                                               | Crissé, Montreuil-le-Chétif, Mont-Saint-Jean, Sillé-le-Guillaume | 722             | | FR5200650 | 48° 12′ 40″ nord, 0° 06′ 47″ ouest |       |
| Haute vallée de la Sarthe                                                    | Chenay, Moulins-le-Carbonnel, Saint-Paterne - Le Chevain, Villeneuve-en-Perseigne | 3 452           | 20% de la superficie du site est située dans la Sarthe, 80% dans l'Orne.                              | FR2500107 | 48° 28′ 26″ nord, 0° 19′ 12″ est   |       |
| Massif forestier de Vibraye                                                  | Semur-en-Vallon, Vibraye | 263             | | FR5200648 | 48° 01′ 34″ nord, 0° 43′ 26″ est   |       |
| Vallée du Loir de Bazouges-sur-le-Loir à Vaas                                | Aubigné-Racan, Bazouges Cré sur Loir, La Bruère-sur-Loir, La Chapelle-aux-Choux, Clermont-Créans, La Flèche, Luché-Pringé, Le Lude, Mareil-sur-Loir, Saint-Germain-d'Arcé, Savigné-sous-le-Lude, Thorée-les-Pins, Vaas                               | 4 034           | Le site s'étend également en Maine-et-Loire sur la commune de Baugé-en-Anjou                          | FR5200649 | 47° 41′ 28″ nord, 0° 06′ 22″ est   |       |
| Vallée du Narais, forêt de Bercé et ruisseau du Dinan                        | Ardenay-sur-Mérize, Beaumont-Pied-de-Bœuf, Challes, Champagné, Flée, Jupilles, Lavernat, Marigné-Laillé, Mayet, Parigné-l'Évêque, Pruillé-l'Éguillé, Saint-Mars-d'Outillé, Saint-Mars-la-Brière, Saint-Pierre-du-Lorouër, Surfonds, Thoiré-sur-Dinan | 3 812           | | FR5200647 | 47° 53′ 35″ nord, 0° 22′ 30″ est   |       |
| Vallée du Rutin, coteau de Chaumiton, étang de Saosnes et forêt de Perseigne | Aillières-Beauvoir, Contilly, Les Mées, Neufchâtel-en-Saosnois, Saint-Longis, Saint-Rémy-du-Val, Saosnes, Villaines-la-Carelle, Villeneuve-en-Perseigne                                                                                              | 720             | | FR5200645 | 48° 24′ 18″ nord, 0° 15′ 29″ est   |       |